# Phanoderma parasiticum
Phanoderma parasiticum is een rondwormensoort uit de familie van de Phanodermatidae. De wetenschappelijke naam van de soort is voor het eerst geldig gepubliceerd in 1926 door Ditlevsen.